# Перелаз

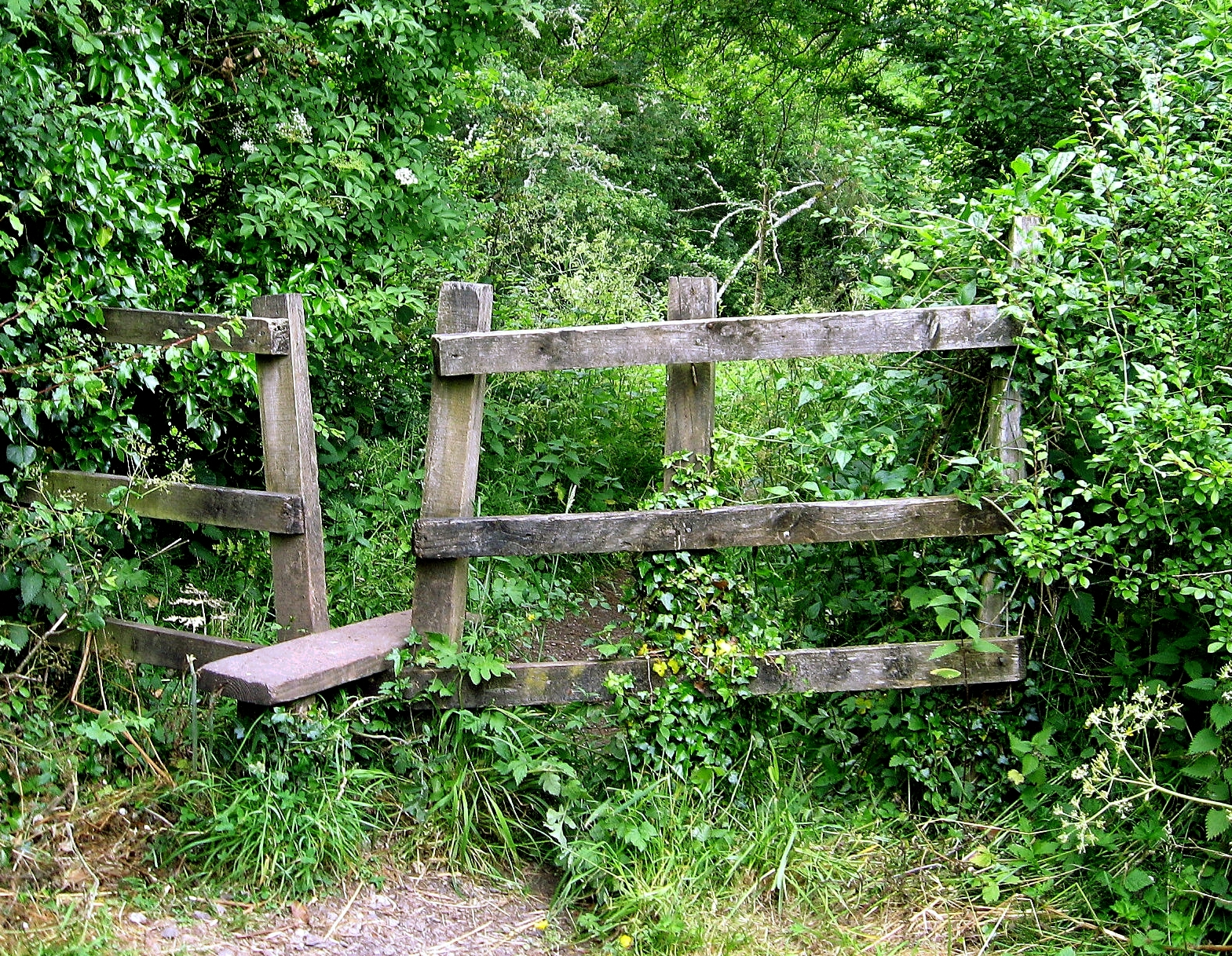

Перела́з — специально устроенное место в ограде, преодолимое для человека, но являющееся преградой для скота и домашней птицы. Как правило, на перелазе высота ограды сделана меньшей — такой, чтобы через неё можно было переступить, перебросив ногу. У перелаза может быть устроена ступенька.
Отличие перелаза от калитки в том, что калитку можно забыть открытой и через неё могут сбежать домашние животные; перелаз же не нужно открывать и закрывать.
Перелазы часто устраивались между соседними дворами в селе, особенно если имелся один колодец на несколько дворов.